# Paulo Magalhaes
Paulo Cezar Magalhaes Lobos mais conhecido como Paulo Magalhaes ou Paulo Cezar (Porto Alegre, 14 de Dezembro de 1989) é um futebolista chileno que joga atualmente pelo Criciúma. Ele é sobrinho de Paulo César Magalhães, ex-lateral-esquerdo do Grêmio da década de 80 e primo de Thiago Pereira, zagueiro do Paulista.

## Carreira
Nascido em Porto Alegre. Joga tanto de volante como de zagueiro, também começou a jogar na posição de lateral-direito. Começou a carreira no Deportes Antofagasta, onde ficou de 2006 a 2008, acertando com o FC Locarno da Suíça. Ainda em 2008, acertou com o Cobreloa.
Em 2009, acertou com o Colo-Colo, ficando até o meio de 2011, quando acertou com a rival Universidad de Chile a pedido do treinador Jorge Sampaoli.

### Universidad de Chile
Estreou oficialmente contra a Unión Española em partida válida pela Copa Chile.
Marcou seu primeiro gol com a camisa da Universidad de Chile em um amistoso contra o Alianza Lima. Seu primeiro gol oficial com a camisa da Universidad de Chile foi contra o Unión La Calera em partida válida pela Clausura de 2011.

### Sport Club Internacional
Pagando propina para ser contratado, em 21 de dezembro de 2015 é apresentado no Internacional de Porto Alegre, sua cidade natal.
A 08 maio de 2016 obtém o seu primeiro e único título no Inter, entrando aos 80 minutos na vitória sobre o Juventude, desta forma, o Internacional fica com o Campeonato Gaúcho daquele ano, o 45º em sua história.
Por causa de suas poucas aparições e não sendo considerado bom  pelo técnico e odiado pela torcida , o ala-direito é separado do grupo e disponibilizado para venda, sendo emprestado para o Criciúma Esporte Clube em setembro de 2016.

### Criciúma Esporte Clube
Em 31 de agosto de 2016 é apresentado no "Tigre", onde jogou 11 jogos e completando 946 minutos em campo. Sem se destacar, Paulo Cezar preferiu a sair de Criciúma e retornar ao Chile.

### Antofagasta
Apresenta-se no "Pumas" em 17 de Janeiro de 2017, no time que o formou como profissional.
Ele estreou em 4 de fevereiro de 2017 na derrota por 0-2 contra Everton de Viña del Mar, recebeu um cartão amarelo.

## Títulos
Colo-Colo
- Campeonato Chileno (Clausura): 2009

Universidad de Chile
- Campeonato Chileno (Torneo Apertura): 2011, 2012, 2014
- Campeonato Chileno (Torneo Clausura): 2011
- Copa de Chile: 2012-13 e 2014-14
- Supercopa Chile: 2015
- Copa Sul-Americana: 2011

Internacional
- Recopa Gaúcha: 2016
- Campeonato Gaúcho: 2016